# كاسترينيانو دي غريتشي
كاسترينيانو دي غريتشي (بالإيطالية: Castrignano de' Greci)‏ هي بلدة وبلدية في مقاطعة ليتشي في إقليم بوليا في جنوب إيطاليا.

## السكان
في سنة 1861 بلغ عدد السكان 1٬292 نسمة، وتطور العدد ليصل في سنة 2011 لـ 4٬070 نسمة.
يظهر هذا المخطط البياني تطور النمو السكاني لـ كاسترينيانو دي غريتشي